# Tulipa tetraphylla
Tulipa tetraphylla är en liljeväxtart som beskrevs av Eduard August von Regel. Tulipa tetraphylla ingår i släktet tulpaner, och familjen liljeväxter. Inga underarter finns listade.